# Orthoclada
Orthoclada là một chi thực vật có hoa trong họ Hòa thảo (Poaceae).

## Loài
Chi Orthoclada gồm các loài: